# Kamena
Kamena (în bulgară Камена) este un sat în Obștina Petrici, Regiunea Blagoevgrad, Bulgaria.

## Demografie
Componența etnică a satului Kamena
     Turci (3,81%)
     Bulgari (65,97%)
     Romi (2,43%)
     Nicio identificare (27,77%)
La recensământul din 2011, populația satului Kamena era de 288 locuitori. Din punct de vedere etnic, majoritatea locuitorilor (65,97%) erau bulgari, existând și minorități de turci (3,81%) și romi (2,43%). Pentru 27,77% din locuitori nu este cunoscută apartenența etnică.